# 楠府機場
楠府機場是一座位於泰王國北部楠府的民用機場，主要民航業務為泰國國內線。

## 航空公司及航點
| 航空公司     | 目的地    |
| ------------ | --------- |
| 皇雀航空     | 曼谷-廊曼 |
| 泰國亞洲航空 | 曼谷-廊曼 |

## 外部連結
- 楠府機場（泰文）（英文）